# Formação Chinle
A Formação Chinle é uma formação geológica continental do Triássico Superior de depósitos fluviais, lacustres e palustres a eólicos espalhados pelos estados americanos de Nevada, Utah, norte do Arizona, oeste do Novo México e oeste do Colorado. O Chinle é controversamente visto como sinônimo do Grupo Dockum do leste do Colorado e Novo México, oeste do Texas, Oklahoma panhandle e sudoeste do Kansas. O Chinle às vezes é nomeado coloquialmente como uma formação dentro do Grupo Dockum no Novo México e no Texas. A Formação Chinle faz parte do Planalto, Bacia e Cordilheira do Colorado, e a parte sul das Planícies Internas.